# La Hora Del Tiempo
La Hora Del Tiempo es el segundo álbum de estudio de la banda mexicana de Pop Rock Monocordio, que surge tres años después del primer material discográfico de la banda autodenominado Monocordio saliera a la venta. “La Hora Del Tiempo, es una fotografía emocional” del compositor, que relata nuevamente a través de sus canciones las circunstancias por las que estaba atravesando.

## Canciones
1. "Emisión" (0:27)
2. "Nube" (3:35)
3. "Todo-Nada" (4:12)
4. "La Hora del Tiempo" (3:44)
5. "Naturaleza" (4:32)
6. "Escalera" (4:12)
7. "Siento" (3:08)
8. "Puede ser" (5:13)
9. "Danza Poderosa" (1:26)
10. "Cielo Atómico" (3:28)
11. "Pink More" (1:06)
12. "Tú" (5:09)
13. "Función" (3:50)
14. "Una Canción que te Suena a Otra Canción" (4:55)
15. "Chamakee Cherokee" (5:04)